# Slevomat
Slevomat je česká firma založená Tomášem Čuprem, Petrem Bartošem a Romanou Sudovou původně jako server hromadného nakupování.  

## Historie
Server byl spuštěn 12. dubna 2010 jako jeden z prvních portálů svého druhu v České republice a jeho brand se vžil jako souhrnné označení pro podobné servery na českém internetu. Od svého vzniku byl největším slevovým serverem v ČR, v prosinci 2010 majetkově (35%) vstoupil do konkurenčního serveru Vykupto.cz s.r.o., ke konci února 2012 navýšil svůj majetkový podíl na 40 %.
Na podzim roku 2011 získal prostředky na další rozvoj od společnosti Enern. Na konci roku 2012 došlo k dalším majetkovým vstupům do společnosti, podíly v celkové výši necelých 20% získaly dvě společnosti zaregistrované v Holandsku. V srpnu roku 2017 Slevomat koupila společně se slovenským portálem Zlavomat.sk britská skupina Secret Escapes.
Slevomat působí v 7 evropských zemích (ČR, Slovensko, Maďarsko, Bulharsko, Litva, Lotyšsko, Estonsko).
V dubnu roku 2017 Slevomat oznámil, že se přesouvá od výprodejových akcí (kdy Slevomat dojednal slevu s obchodníkem, za podmínky, že si produkt přes něj objedná určitý minimální počet lidí) k exkluzivním nabídkám (někdy i zcela beze slevy) a že hodlá slevový trh zcela opustit. 